# UFC 35
UFC 35: Throwdown（ユーエフシー・サーティファイブ：スロウダウン）は、アメリカ合衆国の総合格闘技団体「UFC」の大会の一つ。2002年1月11日、コネチカット州アンキャスビルのモヒガン・サン・アリーナで開催された。

## 大会概要
メインイベントのUFC世界ライト級タイトルマッチでは、王者ジェンス・パルヴァーが挑戦者BJ・ペンを降し、2度目の王座防衛に成功した。
UFC世界ミドル級タイトルマッチでは、挑戦者ムリーロ・ブスタマンチが王者デイブ・メネーを降し、第2代ミドル級王者となった。

## 試合結果
第1試合 ミドル級 5分3R
○  ユージーン・ジャクソン vs.  キース・ロッケル ×
2R 3:46 フロントチョーク
第2試合 ウェルター級 5分3R
○  ギル・カスティーリョ vs.  クリス・ブレナン ×
3R終了 判定3-0（29-27、30-27、30-27）
第3試合 ライトヘビー級 5分3R
○  ケビン・ランデルマン vs.  レナート・ババル ×
3R終了 判定3-0（30-26、30-25、30-26）
第4試合 ミドル級 5分3R
○  アンドレイ・シモノフ vs.  ヒカルド・アルメイダ ×
2R 2:01 TKO（レフェリーストップ：右フック→パウンド）
第5試合 ライトヘビー級 5分3R
○  チャック・リデル vs.  アマール・スロエフ ×
3R終了 判定3-0（30-27、30-27、30-27）
第6試合 UFC世界ミドル級タイトルマッチ 5分5R
○  ムリーロ・ブスタマンチ vs.  デイブ・メネー ×
2R 0:44 TKO（レフェリーストップ：パウンド）
※ブスタマンチが王座獲得に成功
第7試合 ヘビー級 5分3R
○  リコ・ロドリゲス vs.  ジェフ・モンソン ×
3R 3:00 TKO（レフェリーストップ：パウンド）
第8試合 UFC世界ライト級タイトルマッチ 5分5R
○  ジェンス・パルヴァー vs.  BJ・ペン ×
5R終了 判定2-0（48-45、48-47、47-47）
※パルヴァーが2度目の王座防衛に成功